# 성남테크노과학고등학교
성남테크노과학고등학교(城南테크노科學高等學校)는 대한민국 경기도 성남시 중원구 하대원동에 있는 공립 고등학교이다.

## 학교 연혁
- 1998년 1월 5일 : 성남공업고등학교 설립 인가
- 1998년 3월 1일 : 초대 류용범 교장 취임
- 1998년 3월 5일 : 신입생 9학급(기계 3, 전기 3, 건축 3) 469명 입학
- 2009년 3월 1일 : 성남방송고등학교로 교명 변경
- 2016년 3월 1일 : 성남테크노과학고등학교로 교명 변경
- 2019년 3월 2일 : 정보보안과 신설 1학급 학생 입학
- 2019년 9월 1일 : 제8대 권선재 교장 취임
- 2024년 1월 5일 : 제24회 108명 졸업(누계 6,515명)
- 2024년 3월 4일 : 신입생 87명 입학

## 설치 학과
- 자동화기계과
- 건축디자인과
- 영상제작과
- 디지털전기전자과
- 스마트전기전자과
- 정보보안과

## 참고 자료
- 성남테크노과학고등학교 - 한국교육학술정보원 학교알리미